# Mount Goldring
Mount Goldring är ett berg i Antarktis. Det ligger i Västantarktis. Argentina, Chile och Storbritannien gör anspråk på området. Toppen på Mount Goldring är 1 404 meter över havet.
Terrängen runt Mount Goldring är kuperad åt sydost, men åt nordväst är den bergig. Terrängen runt Mount Goldring sluttar västerut. Trakten är obefolkad. Det finns inga samhällen i närheten.